# Смерть Сталина

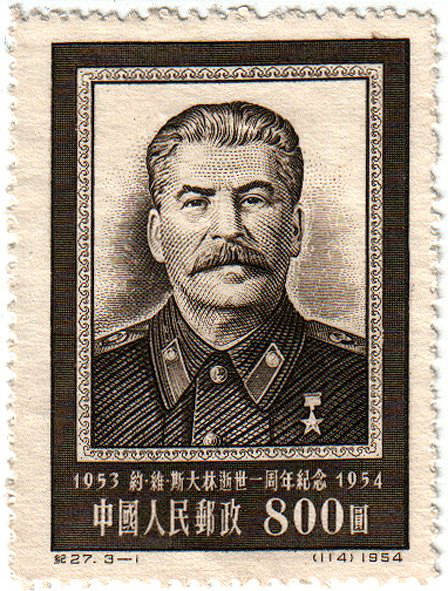
Сталин на траурной почтовой марке, посвящённой первой годовщине его смерти (КНР, 1954)

Смерть Иосифа Виссарионовича Сталина наступила вечером 5 марта 1953 года на 75-м году жизни вследствие инсульта и кровоизлияния в мозг, которое произошло, предположительно, 1 марта на почве гипертонической болезни и атеросклероза. В ночь с 1 на 2 марта 1953 года охранники обнаружили Сталина в малой столовой на Ближней даче в Кунцеве, лежащего в беспомощном состоянии, и оповестили о случившемся Политбюро ЦК КПСС. Утром 2 марта 1953 года на Ближнюю дачу прибыла (в сопровождении группы представителей Политбюро) бригада врачей, которая боролась за жизнь вождя.
В 21:50 5 марта 1953 года врачи констатировали смерть Сталина. Обстоятельства произошедшего оставались неизвестными в течение многих лет, став поводом для создания множества легенд и мифов вплоть до утверждений о насильственном характере его смерти. Восстановить картину удалось отчасти благодаря воспоминаниям сотрудников охраны вождя, часть которых записал в 1977 году А. Т. Рыбин, лечивших его врачей и присутствовавших высокопоставленных лиц. Однако, несмотря на официально опубликованные документы и воспоминания, в современном российском обществе до сих пор нередко звучат заявления о возможном насильственном характере смерти вождя.

## Хроника событий

### 1 марта

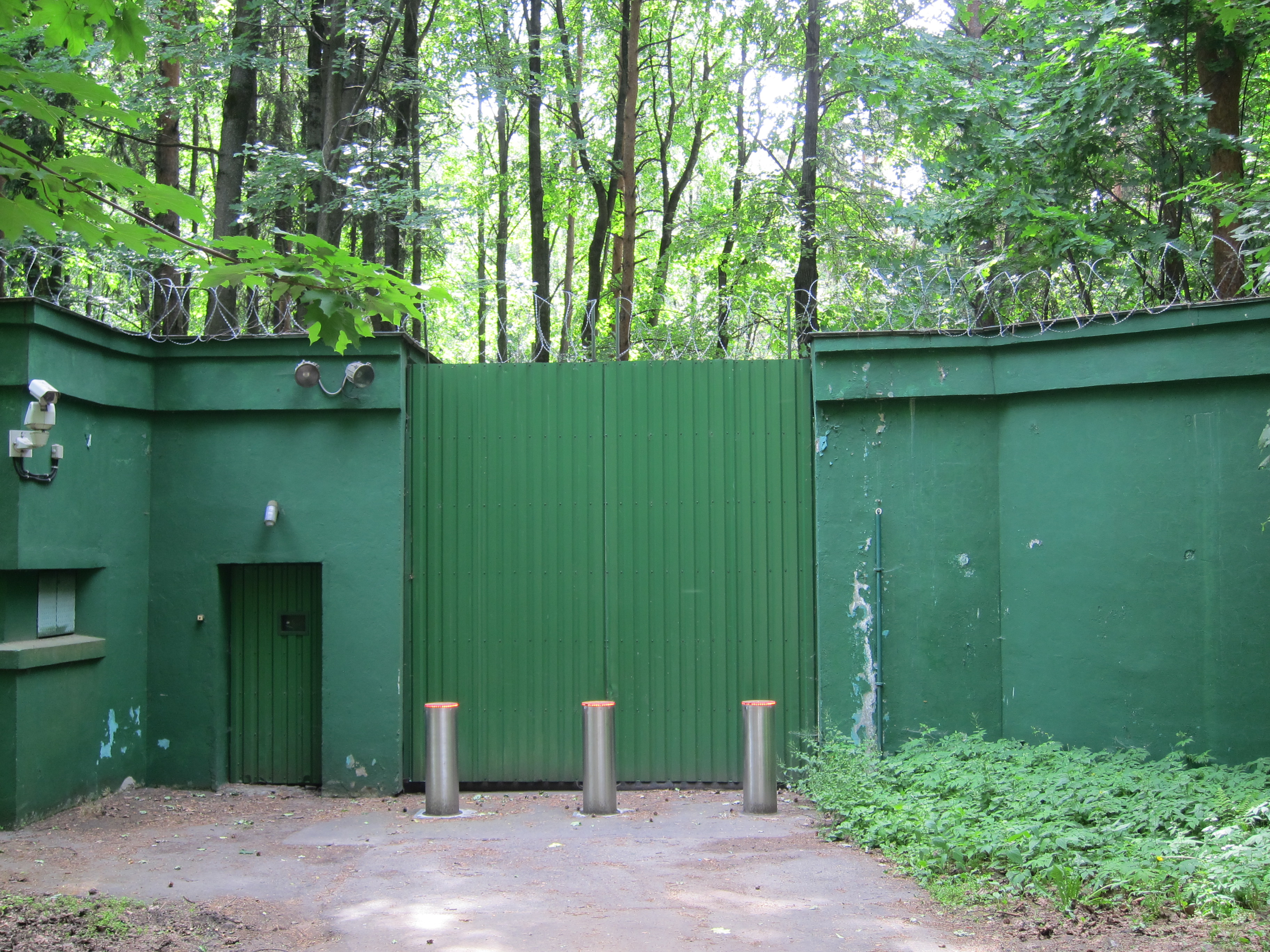
Ближняя дача

По словам группы охранников Сталина, официально известных как «сотрудники для поручений при И. В. Сталине», вечером 28 февраля 1953 года члены Политбюро смотрели в Кремле кинокартину, а после просмотра в ночь на 1 марта отправились на Ближнюю дачу. В частности, с Иосифом Сталиным на дачу поехали Лаврентий Берия, Никита Хрущёв, Георгий Маленков и Николай Булганин, которые находились на даче до 4 часов утра. В тот день, 1 марта, при Сталине дежурили старший сотрудник для поручений Михаил Старостин и его помощник В. Туков. Поскольку у коменданта дачи Орлова был выходной, его обязанности исполнял помощник коменданта Пётр Лозгачёв. Также на даче находилась кастелянша Матрёна Бутусова. До 10 часов утра на даче находился полковник Иван Хрусталёв, также прикреплённый к Сталину.
Лозгачёв рассказывал, что в ту ночь вместе со Сталиным готовил меню для гостей: туда входило молодое виноградное вино «Маджари», которое Сталин называл «соком» за малую крепость (во время ужина Лозгачёв принёс по просьбе Сталина две бутылки этого вина). Крепких напитков никто не подавал, а вождь, по свидетельствам Лозгачёва, был в хорошем настроении. Ужин с гостями затянулся до 4 часов утра, после чего им стали подавать машины. После ухода гостей, как сообщали охранники, Сталин обратился к обслуге и комендантам, сообщив примерно следующее: он собирается лечь спать и не нуждается в текущее время в их услугах, поэтому предложил и им тоже лечь спать. Туков и Лозгачёв утверждали, что Сталин прежде никогда не отдавал подобного распоряжения своей охране — Туков приводил цитату вождя: «Я ложусь спать, вас вызывать не буду, можете и вы ложиться». В то же время Лозгачёв утверждал, что Сталин перед тем, как закрыть дверь в свою спальню, обратился к Ивану Хрусталёву со следующими словами: «Ложитесь-ка вы все спать. Мне ничего не надо. И я тоже ложусь. Вы мне сегодня не понадобитесь». Тот, в свою очередь, передал распоряжение всем остальным сотрудникам дачи.
Распоряжение Сталина «всем спать» казалось для охраны необычным, поскольку прежде Сталин никогда не отдавал подобных приказов: и Туков, и Лозгачёв прекрасно знали о том, какое внимание уделял Сталин собственной охране и порядку. Однако они выполнили требование вождя, которое предусматривало и то, что охрана не будет следить друг за другом. Михаил Старостин, дежуривший 1 марта на даче, прибыл туда только в 10 часов утра, когда Хрусталёв уже уехал, поэтому о необычном распоряжении Сталина ничего не мог знать. После ухода гостей Сталин действительно лёг спать. Охрана на Ближней даче дежурила посменно, заступая на сутки. В 10 часов охрана собралась на кухне, начав планировать обязанности на день и готовить завтрак. В течение первой половины дня Сталин не выходил из своей комнаты и никого не вызывал, что крайне встревожило охрану, поскольку Сталин при подобном распорядке дня обычно вставал не позже 11 или 12 часов. В то же время 1 марта 1953 года выпадало на воскресенье, а по воскресным дням Сталин обычно оставался на даче. Хрущёв в своих воспоминаниях писал, что ждал срочного вызова от Сталина в выходной день, в связи с чем даже долго не обедал. Однако никаких звонков не поступало, поэтому Хрущёв даже разделся и лёг в постель.
Охрана не решалась беспокоить вождя: предполагалось, что все возможные телефонные звонки Сталину переключались на другие комнаты, поэтому связаться с ним по телефону было сложно. Входить в комнату без распоряжения вождя строго запрещалось. Почти весь день охранники сидели в служебном доме, который был соединён с комнатами Сталина коридором длиной около 25 м. После 18 часов постовой с улицы по телефону сообщил, что в малой столовой Сталина зажёгся свет, что немного успокоило охрану, однако в последующие часы, по словам Старостина, никакой информации охране не поступало. Лозгачёв безуспешно пытался уговорить Старостина зайти в комнату к Сталину, чтобы проведать его. В той ситуации был только один способ сделать что-либо, что не запрещалось инструкциями, и заодно выяснить состояние Сталина — дождаться приезда фельдъегеря с бумагами из Кремля. Такая возможность появилась ближе к ночи, когда на дачу была доставлена почта — пакет из ЦК. Лозгачёв взял на себя обязанности доставить почту: охрана обычно входила в комнаты Сталина «не крадучись», поскольку он болезненно реагировал на тихий вход и отчитывал охранников.
Взяв почту, Лозгачёв отправился к малой столовой, где в 18 часов загорелся свет — рядом с ней находилась комната, куда складывались документы. Дверь в малую столовую была раскрыта: заглянув туда, Лозгачёв обнаружил лежавшего на полу Сталина, который был в беспомощном состоянии. По словам охранника, Сталин лежал на полу, приподняв правую руку: Лозгачёв предположил, что вождь еле поднятой рукой пытался позвать на помощь охрану, заслышав её шаги. На полу лежали газета «Правда» и карманные часы Longines, показывавшие время 18:30, а на столе стояла бутылка минеральной воды «Нарзан». Лозгачёв предполагал, что примерно в 18:30 Сталин собирался взять бутылку воды и как раз в этот момент упал. Охранник предложил Сталину вызвать врача, однако тот не смог ему ничего ответить, лишь произнеся «дз… дз…». По домофону Лозгачёв срочно вызвал Старостина, чтобы тот помог переложить Сталина на диван: в этот момент Сталин заснул. Прибывшие на место охранник Туков и кастелянша Бутусова переложили Сталина на диван, а Лозгачёв потребовал от Старостина сообщить о случившемся «всем без исключения».
Старостин дозвонился министру госбезопасности Семёну Игнатьеву и доложил о случившемся, однако тот отказался принимать какие-либо решения и перенаправил звонки членам Бюро Президиума ЦК КПСС Лаврентию Берии и Георгию Маленкову. В то же время, по словам майора Михаила Эсько, входившего в охрану Сталина, Игнатьев дозвонился начальнику лечебного санитарного управления Кремля генерал-майору Петру Егорову, предложив спуститься в подъезд с врачебной сумкой и дождаться его. Пока Старостин пытался дозвониться до кого-нибудь из них, Лозгачёв и его коллеги перенесли Сталина в большую столовую на большой диван, где, по мнению охраны, было больше воздуха. По наблюдениям Лозгачёва, Сталин очень озяб и мог лежать без помощи с 7 часов вечера; Бутусова отвернула вождю рукава сорочки, поскольку ему могло быть очень холодно. Старостин в это время сумел дозвониться до Маленкова и доложить ему о случившемся. До Берии он пытался безуспешно дозвониться в течение получаса, однако спустя ещё полчаса Берия перезвонил на дачу и отдал распоряжение не сообщать никому о болезни Сталина.

### 2 марта
Примерно в 3 часа ночи 2 марта, спустя около четырёх часов после того, как Сталина обнаружили охранники на полу малой столовой, к даче подъехал автомобиль с Берией и Маленковым. По воспоминаниям Никиты Хрущёва, о случившемся он узнал после звонка от Георгия Маленкова: тот сообщил, что доложил о случившемся Берии и Булганину и собирается сам выехать, но также позвал и самого Хрущёва. Никита Сергеевич вызвал машину, рассчитывая сначала заехать в «дежурку»: посетив дежурных, он узнал от них, что в 11 часов вечера Сталин обычно звонил и оставлял какие-либо просьбы, однако в этот раз подобного не случилось. Им же якобы доложила о состоянии Сталина Матрёна Бутусова: она дополняла, что товарищ Сталин лежал на полу, а под ним «было помочено». Хрущёв утверждал, что к даче подъехали все четверо, однако никто не решился появляться перед Сталиным. В то же время Лозгачёв свидетельствовал, что Маленков и Берия всё же зашли в комнату к Сталину, причём Маленков перед входом снял скрипевшие ботинки, взяв их под мышку. Увидев спавшего Сталина, Берия обругал охранника Лозгачёва, заявив, что тот поднял панику без причины, и потребовал не беспокоить их самих и «не тревожить товарища Сталина». С этими словами Маленков и Берия покинули дачу. Один из сотрудников охраны Ближней дачи вспоминал, что Берия просил Маленкова разбудить Сталина и выяснить, что случилось, но получил отказ. Берия тут же публично отчитал дежурных за ложный вызов, убедив их, что товарищ Сталин просто спит и что они паниковали по пустякам. По версии майора Эсько, Берия мог по ошибке даже решить, что Сталин и его охрана были пьяны.
Спустя некоторое время Лозгачёв попросил Старостина ещё раз позвонить и вызвать членов Политбюро. Маленков, принявший звонок, сообщил об этом Хрущёву и настоял на том, чтобы вместе с Хрущёвым, Маленковым, Берией и Булганиным прибыли врачи. В восьмом часу утра на дачу приехал Хрущёв, который узнал от Лозгачёва о состоянии вождя — тот, по словам охранника, был «очень плох». Примерно между 8:30 и 9:00 на дачу прибыли врачи во главе с профессором Павлом Лукомским. Измерив давление, врачи сделали вывод, что у вождя могло случиться кровоизлияние. Вслед за врачами на дачу прибыли многие другие люди, в том числе министр госбезопасности Игнатьев и дочь Сталина Светлана (сын Сталина Василий, по словам Лозгачёва, не появился). По ходу обследования врачи, по словам Светланы, ставили пиявки и делали рентген лёгких, доставив установку для искусственного дыхания. По словам майора Эсько, среди присутствовавших был также и генерал-майор Егоров, который предположил, что Сталин мог перенести «сердечный приступ или хуже». Врачи диагностировали паралич правой стороны тела. Николай Новик, заместитель начальника управления охраны МГБ СССР, рассказывал, что 2 марта в 10:40 утра в кабинет вождя вошли всего 13 человек, среди которых были Берия, Ворошилов, Каганович, Маленков, Молотов и Хрущёв. Когда дежурный офицер доложил Берии, что товарищу Сталину стало плохо и он начал хрипеть, Берия потребовал не поднимать панику, заявив, что Сталин «просто заснул и храпит во сне».
При Сталине остался только Николай Булганин, а Берия, Хрущёв и Маленков отправились в Кремль. 2 марта в 10:40 утра они собрались в кабинете Сталина, а затем к ним присоединились остальные члены Президиума ЦК КПСС, в том числе Вячеслав Молотов, Анастас Микоян, Климент Ворошилов и Лазарь Каганович. Этим временем датировалось официальное заседание Президиума ЦК КПСС, на котором в течение 20 минут рассматривался единственный вопрос: «Заключение врачебного консилиума об имевшем место 2 марта у товарища Сталина И. В. кровоизлиянии в мозг и тяжёлом состоянии в связи с этим его здоровья». После заседания Берия и Маленков отправились на дачу к Сталину следить за состоянием здоровья вождя, при этом вместе с ними поехали Ворошилов и Микоян. Очередная встреча членов Президиума ЦК КПСС состоялась в 20:30 в том же кабинете.
Для оказания помощи Сталину были привлечены лучшие специалисты, за исключением тех, кто был арестован по «делу врачей», однако все они дали «категорически негативный прогноз». Присутствовавший среди врачей профессор Александр Мясников писал, что Маленков надеялся на возможность того, что врачи смогут продлить жизнь Сталина на достаточный срок, и понимал, что Маленкову нужно было необходимое время для формирования нового правительства. По воспоминаниям Мясникова, иногда Сталин стонал, а в какой-то момент даже обвёл осмысленным взглядом всех окружающих. Ближе всего к Сталину стояли Маленков и Берия, чуть дальше шли Ворошилов, Каганович, Булганин и Микоян. Хрущёв держался у дверей, а иногда среди посетителей появлялся Молотов, который в то время был нездоров. Сам Молотов говорил, что иногда Сталин пытался что-то сказать, но в этот момент к нему подбегал Берия и целовал руку. По воспоминаниям Светланы Аллилуевой, её отец «умирал страшно и трудно».

### 3 марта
Утром 3 марта смерть Сталина стала вопросом времени, и в аппарате Георгия Маленкова — второго лица в государстве на тот момент — были подготовлены официальное правительственное сообщение о тяжёлой болезни советского вождя и созыв Бюро Президиума ЦК КПСС, на котором должны были быть предварительно распределены полномочия в руководстве партии и государства.
В последующие дни члены Президиума ЦК КПСС каждое утро отправлялись на дачу и при этом ежедневно обсуждали вопрос о том, кто станет первым лицом в государстве после смерти Сталина. Несмотря на все усилия врачей, Сталин не приходил в сознание, о чём докладывал полковник Владимир Гончаров, начальник охраны министра госбезопасности Игнатьева.
По словам сидевшего в сталинских лагерях Льва Разгона, в радиопередачах в тот день была «неимоверно, невероятно затянувшаяся пауза», после которой звучала только классическая траурная музыка, которую могли поставить только по случаю смерти кого-либо из государственных руководителей. Разгон уже тогда догадался, что речь может идти о возможной смерти Сталина.
Вечером того же дня Сталин на короткое время пришёл в себя, но затем потерял сознание.

### 4 марта
Правительственное сообщение по поводу болезни Сталина зачитал Юрий Левитан ранним утром 4 марта по московскому радио. Официально сообщалось, что когда Сталин находился в своей квартире в Москве, то у него произошло кровоизлияние в мозг, поразившее его жизненно важные области. По радио также передавались бюллетени о состоянии его здоровья — упоминались такие признаки тяжёлого состояния, как инсульт, потеря сознания, паралич тела, агональное дыхание.
Утверждалось, что Центральный комитет КПСС и Совет министров СССР осознавали, что «тяжёлая болезнь товарища Сталина повлечет за собою более или менее длительное неучастие его в руководящей деятельности». Однако те члены высшего партийного руководства, кто был допущен к информации о состоянии Сталина, убедились в том, что вождя не удастся спасти. В этой ситуации окружение Сталина стало принимать первые серьёзные решения.
Было созвано последнее экстренное заседание Бюро Президиума ЦК КПСС, на котором этот партийный орган был упразднён и слит с Президиумом ЦК, в который вошли, наряду с членами упразднённого бюро Сталиным, Маленковым, Берией, Ворошиловым, Хрущёвым, Булганиным, Кагановичем, Максимом Сабуровым и Михаилом Первухиным, также ещё Молотов и Анастас Микоян. Численность президиума сократилась с 25 до 11 человек. Упрощению подвергся и Совет министров СССР, где вместо президиума и бюро президиума оставили только президиум, сократив его состав до председателя Совета министров и его первых заместителей, которыми стали не все министры, а только некоторые, являвшиеся одновременно членами Президиума ЦК КПСС. Правительство возглавил Маленков, его первыми заместителями стали Берия, Молотов, Булганин и Каганович.

### 5 марта
В этот день состоялось совместное заседание ЦК КПСС, Совета министров СССР и Президиума Верховного Совета СССР, начавшееся в 20:00. Согласно писателю Константину Симонову, входившему в Верховный Совет СССР, он пришёл в зал на заседание минут за 40 до его начала, не зная о состоянии здоровья Сталина, но полагая, что он находится «где-то рядом в Кремле» и «никак не может прийти в сознание». На собрании присутствовали около 300 человек, а в своём выступлении Маленков произнёс следующие слова о состоянии Сталина:

Товарищ Сталин продолжает бороться со смертью, но, даже если он победит, состояние его настолько тяжёлое… Нельзя оставлять страну без руководства. Поэтому необходимо сформировать правительство.

На заседании были утверждены принятые накануне решения Бюро Президиума ЦК: лишить Сталина руководящих постов председателя правительства и секретаря ЦК, но включить его формально в состав нового состава Президиума ЦК. Всё мероприятие заняло 40 минут. На том же заседании было принято постановление поручить Маленкову, Хрущёву и Берии принять меры к тому, чтобы документы и бумаги Сталина (действующие и архивные) «были приведены в надлежащий порядок»: эту часть протокола впервые опубликовали только в 1994 году. После завершения заседания некоторые из его участников немедленно отправились на дачу.
В тот же день у Сталина была зафиксирована кровавая рвота: врачи после консилиума решили, что она стала «результатом сосудистых трофических поражений слизистой оболочки желудка, связанных с основным заболеванием». Это состояние ныне известно как «стресс-язвенный синдром» и часто фиксируется у тяжёлых больных в реанимации, а также у пожилых пациентов с гипертонией и другой сердечно-сосудистой патологией.
Сталин скончался в 21 час 50 минут: точное время смерти зафиксировал доктор Мясников. В момент смерти, по словам очевидцев, Сталин поднял вверх левую руку и указательный палец, пытаясь показать какой-то жест, но в этот же момент его дыхание остановилось. Дочь Сталина Светлана писала, что её отец в последнюю минуту вдруг открыл глаза: она описывала его взгляд как «то ли безумный, то ли гневный, и полный ужаса перед смертью». Реаниматор Чеснокова писала, что в этот момент дыхание резко нарушилось, и наступило возбуждение, а Сталин поднял левую руку словно в приветствии: та поднялась на короткое время и упала. Охранник Лозгачёв истолковал этот жест как призыв о помощи, на который никто не мог откликнуться.
По словам Светланы Аллилуевой, Берия после смерти вождя немедленно выскочил в коридор и воскликнул: «Хрусталёв, машину!». Находившаяся при Сталине сестра-хозяйка Валентина Истомина упала головой на грудь Сталину и заплакала в голос. В отличие от Берии, у тела Сталина остались стоять Молотов, Каганович, Ворошилов и многие другие его соратники, однако вскоре и они отправились за Берией, чтобы подтвердить принятые на заседании руководства страны решения и приступить к обязанностям в новом правительстве.

### 6 марта

Могила Сталина у Кремлёвской стены

О смерти Сталина было объявлено по радио в 6 часов утра. Согласно медицинскому заключению, смерть наступила в результате кровоизлияния в мозг. Подробно о ходе лечения Сталина, его болезни, результатах вскрытия тела и официальном бюллетене рассказывается в книге академика АМН СССР Александра Мясникова. Константин Симонов, приехавший после заседания в редакцию газеты «Правда», стал свидетелем того, как её редактор принял телефонный звонок и затем коротко сказал: «Сталин умер».
После смерти Сталина врачи отправили его тело в больницу для проведения процедуры бальзамирования. С ним простились его дети Светлана и Василий, который был в сильном волнении. На бальзамировании присутствовал Хрусталёв, который сообщил, что в лёгких был обнаружен какой-то огарок: по его мнению, он мог возникнуть в момент ввода кислорода. Позже ходили слухи о некоем кровоподтёке на теле Сталина, которые охранник Лозгачёв опровергал. Сотрудников охраны Сталина освободили от исполнения обязанностей и отправили их из Москвы: этому сопротивлялись Старостин, Орлов и Туков, которые пытались переубедить Берию, но он пригрозил им серьёзными последствиями, если они не подчинятся этому приказу. Сам Хрусталёв, по словам Лозгачёва, вскоре скоропостижно скончался — ходили слухи, что его допрашивали и даже избивали на следствии. Официальной причиной смерти Хрусталёва был назван инфаркт.
6—9 марта советский народ прощался со Сталиным, по всей стране был объявлен траур. Гроб с телом покойного был установлен в Доме Союзов. Похороны Сталина состоялись 9 марта.

## Причины смерти
Отчёт о вскрытии тела Сталина долгое время хранился в Российском государственном архиве социально-политической истории, позже был рассекречен и опубликован в начале 2013 года. В официальных документах Иосиф Сталин фигурировал под именем «пациент номер один». Отмечалось, что 1 марта 1953 года в 18:30 у Сталина произошло кровоизлияние в мозг на почве гипертонической болезни и атеросклероза, а вечером 5 марта при явлениях «нарастающей сердечно-сосудистой и дыхательной недостаточности» он скончался. Согласно общепринятой версии, смерть Сталина носила естественный характер, а её причиной стал инсульт, который вождь перенёс в третий раз за свою жизнь. Первый инсульт случился у вождя в промежуток между 10 и 15 октября 1945 года (или 1946 года), второй — в октябре 1949 года, причём тогда Сталин на несколько дней лишился речи. По словам Павла Судоплатова, в последний месяц жизни Сталин во время разговоров произносил слова «как бы через силу», а паузы между словами были длиннее, что можно было связать с последствиями двух инсультов.
При инсульте 1 марта у Сталина произошло кровоизлияние в мозг в левом полушарии, что привело к параличу правой стороны тела: это случилось на фоне гипертонии и атеросклероза. Ситуацию мог усугубить тот факт, что Сталин часто пил «Нарзан» или «Боржоми» при том, что минеральная вода в принципе противопоказана гипертоникам из-за наличия соли. Анализ крови также показывал повышенную зернистость лейкоцитов, которая считалась признаком воспаления. По словам историка Алексея Исаева, смерть Сталина носила естественный характер, поскольку вождь тогда «был немолод, курил, пил, превращал ночь в день, любил жирную и острую пищу и не любил обследоваться и лечиться».
В посвящённом вопросу очерке исследователя Жореса Медведева «Загадка смерти Сталина», как отмечает Я. Г. Рокитянский, даются неизвестные ранее сведения о здоровье Сталина в 1923—1940 годах, о первых симптомах серьёзного заболевания в октябре 1945 года, об ухудшении самочувствия в 1952 году, о роковом инсульте в начале марта 1953 года, который, как считает Медведев, был результатом пренебрежительного отношения Сталина к медицине. Тот факт, что он, беспомощный, много часов пролежал на полу в своей комнате, а Берия, Маленков и Хрущёв не торопились с вызовом врачей, истолкован как заговор.
По мнению историка О. Хлевнюка, осторожное поведение соратников Сталина и его охраны 1 и 2 марта 1953 года было вполне естественным. Они не хотели брать ответственность и вызвать на себя гнев вождя. Репрессии, угрозы и наказания держали окружение Сталина в постоянном напряжении и страхе на протяжении многих лет: ситуацию усугублял тот факт, что бывший начальник личной охраны Сталина генерал-лейтенант Николай Власик тогда был арестован по «делу врачей». Имеющиеся факты не указывают на насильственные причины смерти: Сталин был стар и нездоров, его хронические заболевания усугублялись образом жизни и вредными привычками: курением, употреблением алкоголя, отсутствием диеты, переутомлениями. Сталин регулярно и длительно лечился начиная с 1920-х годов. Вскрытие тела Сталина выявило сильное поражение артерий головного мозга; также было выявлено большое сердце весом 540 г, что было характерным для гипертоников со стажем.
5 марта 1977 года в годовщину смерти Сталина сотрудник НКВД СССР Алексей Рыбин, работавший в охране вождя до 1935 года, собрал группу сотрудников охраны, присутствовавших на Ближней даче в марте 1953 года, и впервые записал их показания о подробностях последних дней жизни Иосифа Сталина. Эти показания вошли в книгу Дмитрия Волкогонова «Триумф и трагедия», появились в неопубликованных воспоминаниях Рыбина «Железный солдат», а также цитировались в книге Эдварда Радзинского «Сталин. Жизнь и смерть».

## Реакция на смерть Сталина

### Траур
На смерть Сталина отозвались стихами такие поэты, как А. Н. Твардовский, Н. Н. Асеев, О. Ф. Берггольц, М. В. Исаковский, Л. И. Ошанин, С. В. Михалков и другие.
Представители мирового коммунистического движения выразили свою скорбь по случаю смерти Сталина: так, видный деятель Коммунистической партии Великобритании Раджани Палм Датт писал в журнале The Labour Monthly:

Через все бури громового рассвета, распад старой эры и рождение нового, он направлял корабль человеческих надежд и устремлений с непоколебимой стойкостью, мужеством, суждениями и уверенностью в себе.Оригинальный текст (англ.)Through all the storms of a thunderous dawn, of the dissolution of an old era and the birth of a new, he steered the ship of human hopes and aspirations with unflinching tenacity, courage, judgment and confidence.
Нурбей Гулиа вспоминал, что поэт Иосиф Нонешвили тогда писал, что «если бы Солнце погасло, то мы бы не так горевали — ведь оно светило не только хорошим, но и плохим людям, ну а Сталин, как известно, светил только хорошим».

### Энтузиазм
Смерть Сталина, однако, вызвала прилив энтузиазма у заключённых ГУЛАГа. Свидетельства ликования со стороны зэков приводил Лев Разгон:

Я уж не помню, после этого ли бюллетеня или после второго, в общем, после того, в котором было сказано: «дыхание Чейн-Стокса» — мы кинулись в санчасть. Мы <…> потребовали от нашего главврача Бориса Петровича, чтобы он собрал консилиум и — на основании переданных в бюллетене сведений — сообщил нам, на что мы можем надеяться… <…> Мы сидели в коридоре больнички и молчали. Меня била дрожь, и я не мог унять этот идиотский, не зависящий от меня стук зубов. Потом дверь, с которой мы не сводили глаз, раскрылась, оттуда вышел Борис Петрович. Он весь сиял, и нам стало всё понятно ещё до того, как он сказал: «Ребята! Никакой надежды!!» И на шею мне бросился Потапов — сдержанный и молчаливый Потапов, кадровый офицер, разведчик, бывший капитан, ещё не забывший свои многочисленные ордена… <…> А пятого вечером солдат из охраны за десять банок тушёнки и ещё сотню рублей принёс Косте Шульге бутылку водки. Мы зашли с Костей за недостроенную баню, разлили по приготовленным банкам водку, и я сказал:

— Пей, Костя! Это и есть наша свобода!
Подробное описание энтузиазма магаданских ссыльнопоселенцев на известие о том, что «где-то там, в уже нереальной для нас Москве, испустил последнее дыхание кровавый Идол века», содержит и книга Евгении Гинзбург «Крутой маршрут».
Эдуард Хруцкий отмечал: «Воровской мир ликовал. „Усатый, — говорили блатные, — надел деревянный бушлат. Жди амнистии!“». Действительно, по амнистии 1953 года, инициатором которой был Берия, на свободу выпустили сотни тысяч осуждённых по уголовным статьям (свыше 500 тысяч из них были приговорены к тюремному заключению сроком до 5 лет) и незначительное количество по политическим статьям (те, кто также получил тюремный срок не более 5 лет).
Раввин Ицхак Зильбер, находившийся в 1953 году в заключении, писал, что Пурим в тот год выпал на 28 февраля — за сутки до того, как Сталина обнаружили без сознания. По его мнению, это не носило характер случайного совпадения: смерть Сталина якобы позволила предотвратить репрессии, которые должны были последовать вслед за «делом врачей» (факт существования таких планов отвергает Геннадий Костырченко).

## Альтернативные точки зрения

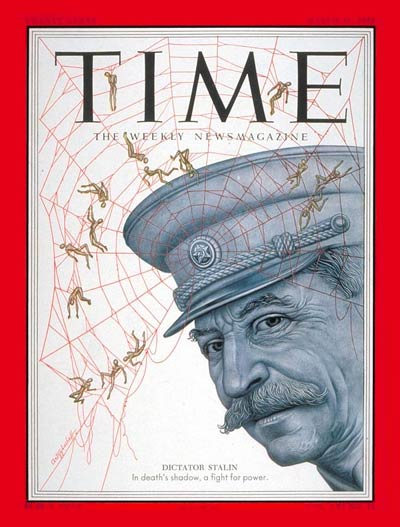
В тени смерти — борьба за власть (англ. In death’s shadow, a fight for power). Обложка американского журнала Time, посвящённая смерти Сталина. 1953 г.

Существуют многочисленные теории заговора, в соответствии с которыми смерть Сталина могла носить насильственный характер, и к ней могло быть причастно окружение вождя. Как правило, авторы этих теорий пишут, что либо Сталин был отравлен, либо к нему слишком поздно направили врачей. Впервые версия насильственной смерти получила огласку в 1976 году в книге Абдурахмана Авторханова «Загадка смерти Сталина (Заговор Берия)»: автор утверждал, что Сталин был убит верхушкой Политбюро. По словам писателя и драматурга Эдварда Радзинского, во времена Хрущёва начала ходить байка о насильственном характере смерти Сталина: утверждалось, что якобы в ночь на 1 марта Берия получил телефонный звонок от охраны, сообщившей о том, что Сталин «подозрительно долго не выходит из своих комнат». Берия позвал Хрущёва и Маленкова, и они, приехав на Ближнюю дачу, обнаружили Сталина без сознания в одной из его комнат. В какой-то момент Сталин внезапно зашевелился, и Хрущёв бросился на него, позвав на помощь коллег: те якобы задушили Сталина, а охрану расстреляли в ту же ночь. Подлинные обстоятельства смерти вождя оставались загадкой долгое время: даже писатель Константин Симонов в 1979 году писал, что его всё ещё терзало любопытство, что именно произошло со Сталиным в последние дни его жизни. В современной России достаточно часто звучат высказывания среди политиков и общественных деятелей о насильственном характере смерти вождя.
Эдвард Радзинский, излагавший свидетельства многих очевидцев (в том числе и Рыбина), утверждал, что Берия, Хрущёв, Булганин и Маленков, не оказав Сталину своевременной должной медицинской помощи, способствовали своим бездействием его смерти — со слов драматурга, они «сознательно бросили его умирать без помощи». В качестве подтверждения подобной версии он писал, что на дачу к Сталину Берия и Маленков прибыли спустя 4 часа после того, как его обнаружила охрана, а врачи — спустя уже 13 часов. Факт того, что Сталин отдал приказ своей охране ложиться спать, также настораживал Радзинского, который предполагал, что к смерти Сталина мог быть причастен даже Хрусталёв, передававший охране крайне необычное распоряжение Сталина. Драматург утверждал, что могло существовать только два варианта развития событий — либо Сталин действительно отдал приказ всем спать, а перенесённый им в ту же ночь инсульт стал всего лишь невероятным совпадением, либо же приказ отдал непосредственно Хрусталёв, чтобы остаться наедине с вождём и совершить какие-то незаконные действия. В соответствии со вторым вариантом Радзинский указывал на Лаврентия Берию как на главное заинтересованное в скорейшей смерти Сталина лицо. В насильственном характере смерти Сталина также были убеждены дети вождя — Светлана и Василий. Светлана утверждала, что сын вождя Василий «шумел в служебном помещении, что отца убили». Сам Василий в одном из разговоров с водителем Февралёвым о похоронах отца, упомянул, что на похоронах одна пожилая женщина даже кричала в адрес стоявших у гроба в почётном карауле Маленкова, Берии, Молотова и Булганина: «Убили, сволочи, радуйтесь! Будьте вы прокляты!».
Версию о причастности людей Берии к смерти Сталина отвергал Павел Судоплатов, утверждавший, что «без ведома Игнатьева и Маленкова» никто из окружения Сталина не мог получить выход на самого вождя. По мнению майора 9-го Управления МВД СССР Михаила Эсько — одного из охранников, являвшегося свидетелем событий 1 марта 1953 года — в смерти Сталина не было вины охраны или докторов, равно как и не было никакого отравления. В 2023 году советник директора Федеральной службы охраны Российской Федерации, доктор исторических наук Сергей Девятов заявил, что конспирологические версии о смерти Сталина (в том числе версии о насильственном характере) не выдерживают критики по ряду причин. Версии о том, что смерть Сталина была вызвана не инсультом, опровергаются документами из истории болезни Сталина, а сделанные врачами в марте 1953 года выводы подтверждаются профильными медицинскими центрами. Помимо этого, авторы версий о насильственной смерти Сталина часто игнорируют факты о системе охраны, которая существовала у Сталина на даче. Однако окончательно отбросить все теории заговора о смерти Сталина, по словам Девятова, возможно только в случае проведения анализа биоматериалов вождя.

## В произведениях искусства
- «Великое прощание», документальный фильм 1953 года.
- Художественный фильм «Хрусталёв, машину!» (Россия, Франция, 1998)
- Художественный фильм «Смерть Сталина» (Великобритания, Франция, Бельгия, 2017)
- «Государственные похороны», документальный фильм 2019 года.
- В фильме Сергея Соловьёва «Чёрная роза — эмблема печали, красная роза — эмблема любви» Толик Гнилюга регулярно прослушивает запись сообщений о болезни и смерти Сталина.

## Комментарии
1. ↑  Согласно официальной версии тех лет — на 74-м году жизни, если исходить из того, что датой рождения Сталина было 9 (21) декабря 1879 года
2. ↑  Эдвард Радзинский называл её подавальщицей — «очень ограниченным, но преданным Сталину человеком»[11].
3. ↑  Михаил Эсько настаивал, что Хрусталёв уступил пост Тукову и находился рядом со Сталиным всё время[12].
4. ↑  Согласно Лозгачёву, охрана говорила «нет движения» в случаях, когда Сталин спал: под этими словами подразумевались все ситуации, когда Сталин не выходил из своих комнат и не давал распоряжений[17].
5. ↑  Охранник Сталина Михаил Эсько утверждал, что его обнаружил якобы Хрусталёв ещё в 1:30 ночи, и Сталин вообще не лежал на полу — он сидел на стуле с неестественно откинутой в сторону рукой[12].
6. ↑  По версии советника директора Федеральной службы охраны Российской Федерации, доктора исторических наук Сергея Девятова, часы были разбиты, однако невозможно было проверить, разбились ли часы именно в момент инсульта Сталина[7].
7. ↑  Михаил Эсько утверждал, что Светлана и Василий прибыли на дачу, причём Сталин якобы узнал Светлану и положил свою руку на её[12].
8. ↑  Пиявки использовались для снижения давления после инсульта, поскольку на тот момент эффективных лекарств от гипертонии ещё не появилось (резерпин — первое реальное средство, снижающее давление — был синтезирован уже после смерти Сталина)[8].
9. ↑  В последние дни жизни Сталина он находился на лечении в госпитале с аппендицитом[7].